# Welcome to the Wrecking Ball!
| Recensione              | Giudizio |
| ----------------------- | -------- |
| AllMusic                |          |
| Dizionario del Pop-Rock |          |

Welcome to the Wrecking Ball! è il terzo album in studio da solista della cantante statunitense Grace Slick, pubblicato nel febbraio del 1981.

## Tracce

### LP (1981, RCA Victor Records, AQL1-3851)
Lato A
1. Wrecking Ball – 3:49 (Grace Slick, Scott Zito)
2. Mistreater – 3:23 (Scott Zito)
3. Shot in the Dark – 3:18 (Scott Zito)
4. Round & Round – 3:37 (Scott Zito)
5. Shooting Star – 5:19 (Scott Zito)

Durata totale: 19:26
Lato B
1. Just a Little Love – 4:21 (Scott Zito)
2. Sea of Love – 4:04 (Scott Zito)
3. Lines – 3:20 (Grace Slick, Scott Zito)
4. Right Kind – 3:07 (Grace Slick, Scott Zito)
5. No More Heroes – 3:52 (Grace Slick, Scott Zito)

Durata totale: 18:44

## Formazione
- Grace Slick – voce
- Scott Zito – chitarra solista, armonica, voce
- Danny Gulino – chitarra ritmica
- Phil Stone – basso
- Bobby 'T' (Bobby Torello) – batteria

### Altri musicisti
- Paul Harris – tastiere
- Joe Lala – percussioni

### Produzione
- Ron Frangipane – produzione
- Registrazioni effettuate al Criteria Recording Studios (Miami) e al The Hit Factory (New York)
- Ed Sprigg – ingegnere delle registrazioni
- Michael Guerra, Alan Meyerson e Kevin Ryan – assistenti ingegnere delle registrazioni
- Grace Slick e Skip Johnson – concept copertina album originale
- Joe Stelmach – grafica copertina album originale
- Tony King – creative director
- Roger Ressmeyer – foto copertina album originale[4]